# Phun

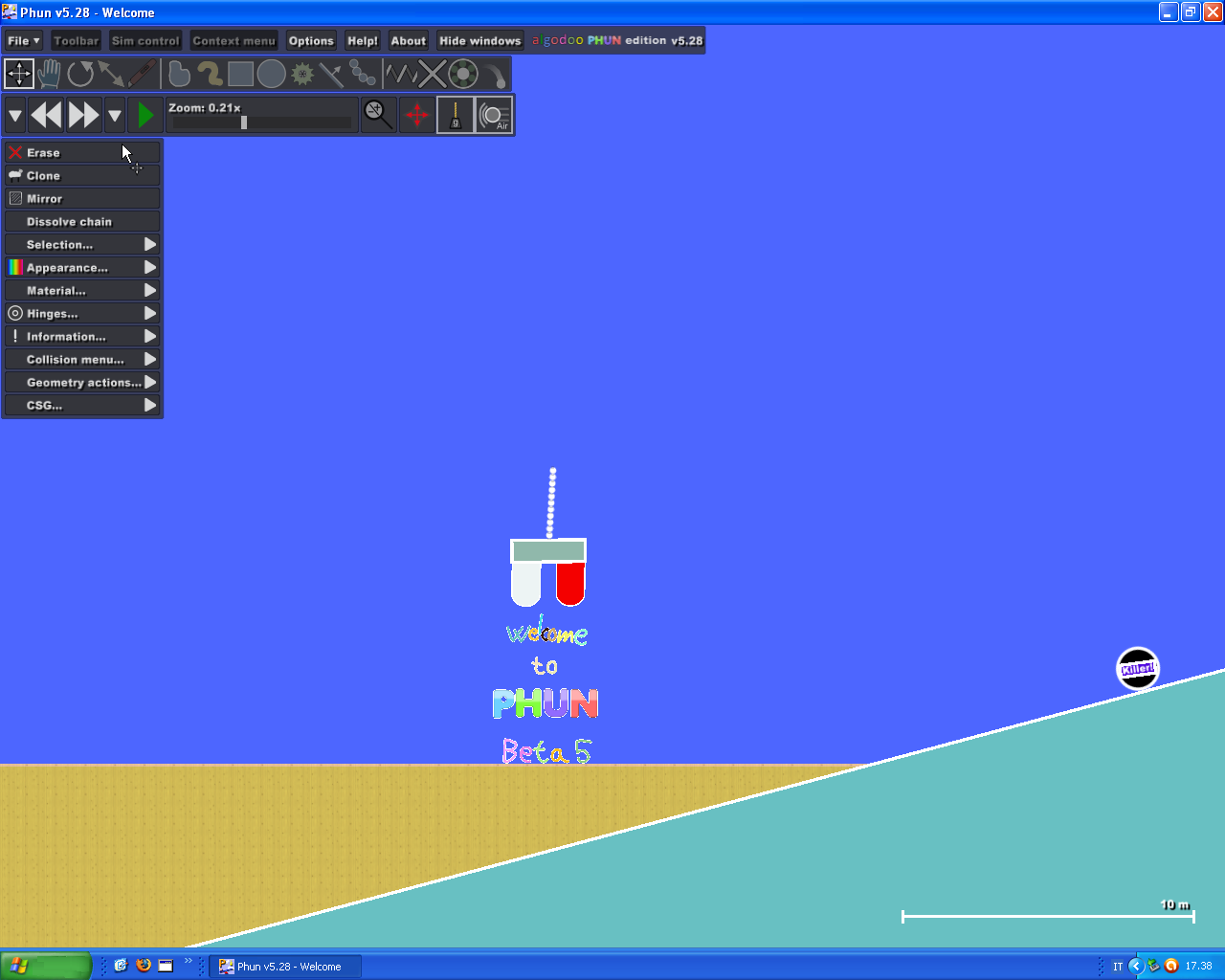
Interfejs programu

Phun – symulator zjawisk fizycznych wykorzystujący grafikę 2D, praca magisterska studenta Uniwersytetu w Umeå w Szwecji – Emila Ernerfeldta. Jego nazwa pochodzi od angielskich słów physics i fun. 
Phun pozwala tworzyć różne obiekty i obserwować ich zachowanie. Można również zmieniać ich właściwości, np. ciężar i sprężystość. Phun dostępny jest za darmo, ale nie na wolnej licencji.
Program zdobył dużą popularność dzięki prostej obsłudze i sporym możliwościom. 
Uzyskane rozwiązania są stabilne i poprawne pod względem numerycznym. Program pozwala na symulacje wielu zjawisk fizycznych. Możliwa jest symulacja: kolizji i kontaktu ciał, pracy mechanizmów napędzanych silnikiem, łańcuchów kinematyczny, drgań nieliniowych, przepływu cieczy w konwencji SPM, oddziaływania cieczy z ciałami stałymi FSI, wpływu grawitacji i siły tarcia, jak i wielu innych zjawisk. Program ten modeluje zjawiska w konwencji MBS, DEM i SPM co wpływa na jego uniwersalność.
24 marca wyszła nowa wersja Phun (5.24), a 
14 stycznia ujrzał światło dzienne Algodoo, czyli rozszerzona wersja Phun. Algodoo już jest aplikacją darmową, posiada moduł pozwalający na tworzenie wykresów oraz wiele innych funkcji.
Najnowsza wersja Phuna to 5.28, natomiast najnowsza wersja Algodoo to 2.1.0.